# Богородицкий уезд
Богоро́дицкий уе́зд — административно-территориальная единица в составе Московской и Тульской губерний Российской империи и РСФСР, существовавшая в 1727—1926 годах. Уездный город — Богородицк.

## История
Богородицкий уезд известен с допетровских времён. В 1708 году уезд был упразднён, а город Богородицк отнесён к Московской губернии (в 1719 году при разделении губерний на провинции отнесён к Тульской провинции). В 1727 году уезд в составе Тульской провинции был восстановлен.
В 1777 году Богородицкий уезд уезд был отнесён к Тульскому наместничеству. В состав уезда вошла Дедиловская слобода упразднённого Дедиловского уезда.
В 1796 году уезд был упразднён, но восстановлен в 1802 году в составе Тульской губернии. С ним граничили шесть других уездов Тульской губернии: с севера — Тульский, с северо-востока — Венёвский, с востока — Епифанский, с юга — Ефремовский, с юго-запада — Чернский, и с запада — Крапивенский уезд.
В мае 1924 года уезд разделён на 5 районов: Богородицкий, Волово-Карасевский (центр — с. Караси), Дедиловский, Непрядвенский (центр — с. Любимово), Товарковский. В июне того же года к Богородицкому уезду были присоединёны Бучальско-Молоденский, Епифанский, Карачевский, Орловско-Краснобуйцкий и Узловский районы упраздненного Епифанского уезда и Куркинский район Ефремовского уезда. Одновременно Дедиловский район отошёл к Тульскому уезду.
19 февраля 1926 года Богородицкий уезд был упразднён, районы вошли в прямое подчинение Тульской губернии.

## Административное деление
В 1890 году в состав уезда входило 29 волостей
| № п/п | Волость         | Волостное правление | Число селений | Население |
| ----- | --------------- | ------------------- | ------------- | --------- |
| 1     | Арсеньевская    | с. Арсеньево        | 26            | 4025      |
| 2     | Болотовская     | д. Вязовка          | 14            | 5740      |
| 3     | Верхоупская     | с. Верхоупье        | 4             | 5280      |
| 4     | Воловская       | с. Волово           | 5             | 5345      |
| 5     | Дедиловская     | с. Дедилово         | 20            | 10100     |
| 6     | Иевлевская      | с. Иевлево          | 3             | 5386      |
| 7     | Казанская       | д. Татищева         | 22            | 5283      |
| 8     | Коломенская     | с. Коломенское      | 6             | 4620      |
| 9     | Кузнецовская    | с. Кузнецово        | 16            | 3960      |
| 10    | Кузовская       | с. Кузовка          | 1             | 4006      |
| 11    | Ламовская       | с. Ломовка          | 4             | 5620      |
| 12    | Луговская       | с. Покровское       | 22            | 5886      |
| 13    | Любимовская     | с. Любимовка        | 8             | 5898      |
| 14    | Маклецкая       | с-цо Маклец         | 25            | 5590      |
| 15    | Малевская       | с. Малевка          | 2             | 6949      |
| 16    | Марьинская      | д. Марьино          | 28            | 5281      |
| 17    | Михайловская    | с. Михайловское     | 5             | 7250      |
| 18    | Непрядвинская   | с. Непрядва         | 3             | 3938      |
| 19    | Никитская       | с. Никитское        | 7             | 7640      |
| 20    | Ново-Покровская | с. Новопокровское   | 7             | 4832      |
| 21    | Огаревская      | с. Огарево          | 15            | 5300      |
| 22    | Орловская       | с. Орловка          | 13            | 4550      |
| 23    | Папортская      | с. Папортка         | 12            | 5790      |
| 24    | Плесинская      | с. Плесы            | 10            | 4653      |
| 25    | Сергиевская     | с. Сергиевское      | 20            | 4921      |
| 26    | Солодиловская   | с. Солодилово       | 22            | 6250      |
| 27    | Супоневская     | с. Супонь           | 24            | 5315      |
| 28    | Товарковская    | с. Товарково        | 4             | 3582      |
| 29    | Черняевская     | с. Черняевка        | 8             | 6624      |

В 1913 году в уезде было 28 волостей: упразднены Арсеньевская и Марьинская волости, образована Куракинская волость (село Куракино).

## Население
По данным переписи 1897 года в уезде проживало 155 403 чел. В том числе русские — 99,8 %. В уездном городе Богородицке проживало 4 768 чел.

## Экономика
Первые промышленные предприятия, ориентированные на переработку сельхозпродукции, появились в Богородицке в начале XIX в. Старейший из них — свеклосахарный завод графа А. А. Бобринского. К 1860 году, помимо свеклосахарных заводов, работали мельницы, салотопенные, кожевенные, винокуренные предприятия. В окрестностях города добывались глина и песок. В начале 1870 годов, с открытием Елецкой ветки Сызрано-Вяземской железной дороги, началось освоение залежей каменного угля в Товарковских, Малевских и Савинских копях.

### Экономические показатели
- Число безлошадных хозяйств в Богородицком уезде (в % к их общему числу).

| 1899 год | 1905 год | 1912 год |
| -------- | -------- | -------- |
| 28,6     | 27,3     | 37,4     |

## Уездные предводители дворянства[5]
| Фамилия, Имя, Отчество | Чин                  | Года      |
| --- | -------------------- | --------- |
| Сухотин Фёдор Кириллович | Майор                | 1777—1780 |
| Загряжский Николай Иванович | Полковник            | 1780—1789 |
| Мансуров Александр Николаевич | Премьер-майор        | 1789—1791 |
| Арсеньев Николай Сергеевич | Поручик              | 1791—1795 |
| Шишков Пётр Герасимович (родной племянник А. С. Шишкова, зять А. Т. Болотова, отец Н. П. Шишкова)                                                       | Капитан              | 1795—1803 |
| Ивашкин Евграф Алексеевич (вероятно родной брат Ивашкина Петра Алексеевича (1762—1823) (генерал-майор, в 1808—1813 годах московский обер-полицмейстер)) | Секунд-майор         | 1803—1809 |
| Писемский Александр Иванович | Коллежский асессор   | 1809—1811 |
| Албычев Василий Алексеевич | Ротмистр             | 1811—1820 |
| Симонов Дмитрий Сергеевич | Майор                | 1820—1823 |
| Игнатов Александр Семёнович | Полковник            | 1823—1829 |
| Чулков Иван Васильевич | Корнет               | 1829—1835 |
| Маравьёв Василий Иванович | Надворный советник   | 1835—1849 |
| Бобринский Алексей Павлович (граф) | Генерал-лейтенант    | 1849—1855 |
| Ключарев Фёдор Захарович | Надворный советник   | 1855—1856 |
| Арсеньев Николай Дмитриевич | Поручик              | 1856—1858 |
| Татищев Николай Николаевич (граф) (вероятно внук Н. А. Татищева (сын его младшего сына Николая (1799—?) (гвардии капитан))                              | Губернский секретарь | 1858—1862 |
| Ушаков Андрей Алексеевич | Коллежский асессор   | 1862—1864 |
| Философов Дмитрий Александрович | Коллежский асессор   | 1864—1877 |
| Спечинский Дмитрий Владимирович | Генерал-майор        | 1877—1878 |
| Долгоруков Михаил Ростиславович (князь) | Коллежский советник  | 1878—1882 |
| Бобринский Алексей Павлович (граф) | Генерал-лейтенант    | 1882—1883 |
| Чижов Николай Петрович | Поручик              | 1883—1888 |
| Крюков Николай Петрович | Гвардии поручик      | 1888—1894 |
| Николаев Павел Александрович | Статский советник    | 1894—1903 |
| Любенков Владимир Львович | Дворянин             | 1903—1904 |
| Бобринский Владимир Алексеевич (граф) | Гвардии корнет       | 1904—1908 |
| Гагарин Дмитрий Владимирович (князь) | Камер-юнкер          | 1908—     |